# Mura di Campi Bisenzio
Le mura di Campi Bisenzio costituiscono la struttura difensiva del centro storico di Campi Bisenzio.
La cerchia muraria sorse in epoca medievale a protezione dell'antico castello di Campi; la costruzione avvenne tra il 1387 e il 1389, quando la Repubblica Fiorentina decise di rafforzare il sistema difensivo della roccaforte, che nei decenni precedenti era stata spesso assalita dai nemici della città. La cerchia muraria si estendeva, oltre che nei due tratti ancora esistenti lungo il Bisenzio e via Don Minzoni, anche in un tratto a sud corrispondente all'incirca all'attuale via Garibaldi ed in uno ad est, forse dove ora ci sono le vie Sestini e Rucellai. Il castello contava quattro mura, note come  Porta Fiorentina (ad est);  Porta Santo Stefano o  La Portaccia a nord;  Porta Pratese (ad ovest) e  La Porticciola a sud.
Le mura di Campi persero la loro importanza militare già nel Cinquecento e intorno al 1552 furono segnalati i primi crolli, dovuti all'abbandono della manutenzione. Nel 1832, per favorire l'espansione edilizia del capoluogo, fu decisa la demolizione dei tratti a sud e ad ovest; nel 1909 si pensò anche alla demolizione del tratto nord, operazione non effettuata per alcuni contrattempi dovuti alla presenza della zona del vecchio cimitero e per l'opposizione di alcuni consiglieri comunali, sensibili alla loro conservazione. Nel 1912, in occasione dell'esumazione del vecchio cimitero e della sua trasformazione in giardino pubblico, fu aperta la porta che collega oggi via Alfredo Catalani con via Don Minzoni.
Il piazzale antistante divenne poi Parco della Rimembranza in epoca fascista e fu adornato con una statua di Balilla, opera di Giuseppe Cioni, distrutta all'indomani del 25 luglio 1943. Nel dopoguerra l'area fu mantenuta a giardino pubblico; recentemente sia le mura che il giardino sono stati sottoposti ad un accurato restauro, che ha visto anche lo spostamento nell'area del monumento ai caduti (Oreste Chilleri, 1926) proveniente dalla vicina piazza Matteotti.